# Đào, phở và piano
Đào, phở và piano (tiếng Anh: Peach Blossom, Pho and Piano) là một bộ phim điện ảnh chiến tranh tuyên truyền Việt Nam năm 2023, thuộc thể loại sử thi lãng mạn do Phi Tiến Sơn viết kịch bản kiêm đạo diễn. Phim do Công ty Cổ phần Phim truyện I thực hiện theo đơn đặt hàng nhà nước. Tác phẩm có sự tham gia diễn xuất của các diễn viên gồm Doãn Quốc Đam, Cao Thùy Linh, Trần Lực, Trung Hiếu, Tuấn Hưng, Nguyệt Hằng và Anh Tuấn, với nội dung tái hiện bối cảnh Hà Nội những ngày cuối cùng trong Trận Hà Nội 1946.
Phần kịch bản bộ phim – được đạo diễn Phi Tiến Sơn ấp ủ trong hơn 10 năm – tập trung khai thác lịch sử ở khía cạnh tâm linh, hình tượng người Hà Nội thời chiến và những mảnh đời khác nhau tạo thành bức tranh hoàn chỉnh về tinh thần dân tộc. Đạo diễn cũng cài cắm chi tiết lấy cảm hứng từ nhiều tác phẩm văn học, nghệ thuật để tạo nên không khí thủ đô thập niên 1940. Sau khi nhận kinh phí đầu tư là 21,9 tỷ đồng, một phim trường rộng 6.000 m2 đã được dựng lên trên nền doanh trại quân đội cũ, mô tả con phố cổ như một chiến địa với nhiều đạo cụ cổ gồm tủ gỗ, hoành phi. Đối với vũ khí và xe tăng, phim có sự tham khảo từ tư liệu lịch sử ở các bảo tàng, nhà sử học Việt Nam. Lựa chọn vai chính cho tác phẩm, Phi Tiến Sơn đã tuyển Cao Thùy Linh và Doãn Quốc Đam làm nam nữ chính; trong đó, đây là bộ phim đầu tiên Cao Thùy Linh thủ vai trong sự nghiệp diễn xuất của mình. Sau khi hoàn thành tiền kỳ, phim chính thức đi vào khâu ghi hình trong vòng 4 tháng, kéo dài từ cuối năm 2022 sang đầu năm 2023.
Thời điểm hoàn thành, bộ phim đã có một buổi công chiếu giới hạn tới người xem. Ở lần chiếu này, Đào, phở và piano sớm thu về những phản ứng tích cực. Tại Liên hoan phim Việt Nam lần thứ 23, phim được trao một giải Bông sen bạc hạng mục phim truyện điện ảnh cùng hai đề cử cá nhân cho các thành viên trong đoàn phim. Dù vậy, tác phẩm mới chỉ thực sự trở nên nổi tiếng kể từ ngày ra rạp chính thức theo đề án của Bộ Văn hóa, Thể thao và Du lịch, thí điểm cho phim bán vé duy nhất tại Trung tâm Chiếu phim Quốc gia Hà Nội. Nhờ clip review của TikToker Giao Cùn cộng với sự hưởng ứng từ giới trẻ và báo chí truyền thông, Đào, phở và piano nhanh chóng trở thành một cơn sốt lớn. Rạp chiếu quốc gia những ngày đầu luôn phải chịu tình trạng quá tải khi hàng dài người dân xếp hàng chờ mua vé. Sức ảnh hưởng của bộ phim lan rộng đến mức Cục Điện ảnh đã phải gửi đơn xin Bộ Văn hóa cho phim công chiếu trên cả nước. Sau khi có thêm hai hệ thống rạp tư nhân nhận phát hành phim là Beta Cinemas và Cinestar, tác phẩm tiếp tục tạo ra những hiện tượng mới về người xem lẫn số suất chiếu tại nhiều tỉnh thành Việt Nam.
Đào, phở và piano được xem là thành công về mặt thương mại khi thu về tổng cộng 20,8 tỷ đồng sau khoảng 3 tháng phát hành – một con số lớn so với các dự án đặt hàng khác. Phim cũng là một thành công về mặt truyền thông, với nhiều nguồn ghi nhận hiện tượng này là lần đầu tiên trong nhiều thập kỷ xảy ra đối với phim nhà nước và phản ánh sự quan tâm của khán giả ở dòng phim sử Việt. Bộ phim thu nhận đa số phản ứng tích cực từ người xem, trong khi số khác đánh giá thấp phim và vạch ra nhiều khuyết điểm ở khâu kỹ xảo, diễn xuất. Vì lẽ đó, tác phẩm tạo nên một cuộc tranh cãi lớn xoay quanh việc khen chê phim và trở thành chủ đề của các phân tích mang tính xã hội học. Hiện tượng từ Đào, phở và piano sau đó đã mở ra hàng loạt buổi hội thảo về cơ chế phát hành phim nhà nước nói riêng và nghiên cứu, cải thiện chiến lược truyền thông các sản phẩm, chính sách của nhà nước nói chung, thu hút sự tham gia ở nhiều cơ quan ban ngành, chính khách trong nước. Tác phẩm là phim điện ảnh đại diện Việt Nam được gửi đi dự sơ tuyển cho hạng mục Phim quốc tế hay nhất tại giải Oscar lần thứ 97.

## Nội dung
Đào, phở và piano lấy bối cảnh trận Hà Nội 1946, vào những ngày cuối cùng của cuộc chiến trước khi quân Việt Minh rút lui lên Việt Bắc. Ngày 17 tháng 2 năm 1947, tại một chiến lũy bên trong khu phố cổ Liên khu phố 1, các dân quân tự vệ của Trung đoàn Thủ Đô phải chống chọi với một cuộc tấn công bằng xe tăng và súng hiện đại của lính Pháp. Họ đã đáp trả bằng vũ khí thô sơ như lựu đạn và pháo tép, tạm thời cầm chân quân địch để những người còn lại triệt thoái. Văn Dân là một dân quân nằm trong số đó. Với lòng nhiệt thành cách mạng, anh không ngần ngại đăng ký đơn làm cảm tử quân cho Việt Minh. Sau khi trận chiến kết thúc, khu phố cổ chỉ còn lại một đống hoang tàn đổ nát. Ông họa sĩ trong đoàn được giao vẽ cờ đỏ sao vàng lên những tấm vải trắng để khâm liệm, làm nghi thức tang lễ cho các chiến sĩ đã nằm xuống tại đây. Điều này cũng khiến ông hết màu đỏ để tiếp tục vẽ tranh. Trong khi đó, những quân lính đang thu thập thêm vũ khí chuẩn bị rời đi. Văn Dân, khi bị chê trách vô dụng vì hôm qua đánh hỏng một quả lựu đạn, đã tự ái xin phép đến xưởng quân giới để lấy thêm vũ khí.
Trong lúc trên đường tìm đạn dược ngoài thành, Dân đã bị phát hiện bởi một toán lính Pháp. Họ vây lại đuổi theo khiến anh chạy lên dãy mái nhà rồi thụt xuống căn nhà của một cặp vợ chồng bán phở, trong lúc cả hai đang ráo riết dọn đồ đi. Thấy sự có mặt của lính kháng chiến, hai người không  trách móc Dân mà còn muốn nán lại mời anh một bát phở, với điều kiện anh phải đi tìm hành thơm về cho họ. Cùng lúc đó, cậu bé đánh giày – một đồng chí nhỏ tuổi có ham muốn làm cách mạng – đã lẻn vào khu phố người Pháp và vào nhà của me-xừ Phán, một trí thức tư sản yêu nước. Cậu bé kể lại cho me-xừ Phán tình hình chiến trận ở ngoài khu phố Pháp, khiến Phán vô cùng thất vọng với chính quyền thuộc địa và nuôi ý định trốn lên Việt Bắc cùng với hai cô đào của mình. Sau đó, Văn Dân và cậu bé đã gặp nhau; cậu bé dẫn đường tắt cho Dân đến kho vũ khí ngoài Nhật Tân. Tuy xưởng vũ khí bị tàn phá nặng nề, nhưng nhờ một người lính già còn trú lại tại đây, hai người đã thu thập được một quả lựu đạn cùng một cành đào, một rổ hành thơm và háo hức trên đường trở về.
Thục Hương – một tiểu thư Công giáo gốc Hà thành, người yêu Văn Dân – đã lạc cha mẹ trên đường tản cư, quyết định trở lại căn nhà bị tàn phá của mình bên trong thành lũy quân Việt Minh. Thục Hương viện cớ muốn lấy lại bộ đàn piano quý giá còn sót lại, nhưng thực chất cô quay về đây là để gặp người mình yêu. Phía dân quân ban đầu đã nghi ngờ cô là gián điệp cài vào. Nhờ vào sự xác nhận của ông họa sĩ và kỹ năng sơ cứu của mình, Thục Hương được giữ lại phục vụ cho cách mạng. Tuy nhiên, bộ piano giá trị của cô khi đang được kéo xuống đã phải chịu sự bắn phá bất ngờ của quân Pháp và vỡ tan trên nền đất.
Tối đến, Văn Dân được me-xừ Phán cho mượn đồ âu phục để giả dạng làm người trong khu phố, giúp đưa về chiến khu. Trong quá trình di chuyển, xe của Phán phải chịu một cuộc rượt đuổi bởi quân lính Pháp muốn bắt lại, nhưng Phán đã thành công cắt đuôi. Văn Dân được thả xuống chỗ chiến lũy, anh đi vào và phát hiện ra đồng đội mình nhận lệnh báo sớm đã rút hết lên Việt Bắc. Tại đây, chỉ còn ông họa sĩ ở lại để nhang khói cho các liệt sĩ còn trong đống đổ nát. Dân thất vọng khi biết mình bị bỏ lại, và cũng biết rằng cô người yêu đã không chờ đợi mình. Thục Hương lúc này bất ngờ xuất hiện; vì tin Dân sẽ trở lại nên trong lúc mọi người đang lên thuyền rời đi, cô nhất quyết bỏ về thành gặp người mình yêu. Trong niềm hân hoan hạnh phúc, được sự yêu cầu của ông họa sĩ, Dân và Hương quyết định cưới nhau. Vị cha xứ trong nhà thờ của khu phố Pháp đã nhận lời đến làm lễ thành hôn cho hai người, rồi cả hai trải qua đêm tân hôn mặn nồng. Vì không thể trở về nhà thờ, cha xứ quyết định ở lại một đêm với ông họa sĩ, cùng vẽ nên bức tranh trên tường. Cha xứ đã trích máu của mình ra giúp ông họa sĩ vẽ nốt hình cờ đỏ sao vàng.
Cậu bé đánh giày lúc này đang ở nhà ông bà bán phở để thưởng thức bát phở bò nóng hổi, nhưng vì một lời trêu đùa của ông bán phở nên cậu bỏ đi không ăn phở nữa. Cậu vào khu phố người Pháp để làm tiếp công việc và bị một sĩ quan Pháp phát hiện là người Việt Minh. Cậu bé đánh giày bỏ trốn nhưng nhanh chóng bị bắn gục khi chạy lên một triền cỏ trên rừng. Trong khi me-xừ Phán cùng hai cô đào đang chạy thục mạng trong rừng để trốn khỏi quân Pháp, họ đã nhìn thấy cậu bé còn thoi thóp ở góc rừng. Không may, quân lính nhanh chóng phát hiện cả ba; một cô đào bị bắt lại và bị cưỡng hiếp bởi lính Pháp. Cậu bé, cùng với me-xừ Phán và hai cô đào, sau cùng đã thành công chạy thoát lên một chiếc thuyền dần trôi khỏi Hà Nội đến chiến khu.
Ngày 18 tháng 2 năm 1947, khi trời bắt đầu tờ mờ sáng, Văn Dân lấy thuốc nổ từ lựu đạn cho vào bom ba càng để phục kích quân địch trận cuối, thể hiện tinh thần không chịu khuất phục của Việt Minh. Thục Hương muốn thuyết phục anh cùng cô lên quê nhà ở Nam Định nhưng không thành. Xe tăng Pháp khi này đã tràn vào thành và phá hủy những thứ sót lại. Cha xứ, ông họa sĩ và ông bán phở bị giết chết trên đường quân Pháp đi vào. Văn Dân xông thẳng về phía địch, lấy bom ba càng định lao tới xe tăng nhưng bị vụ nổ hất văng ra, làm anh mù điếc cả tai mắt. Khi đang tìm cây bom, Dân phát hiện bản thân đã bị bao vây và rồi anh bị xe tăng địch cán chết. Kết thúc phim, Thục Hương, sau khi chứng kiến mọi chuyện xảy ra, đã cầm cây bom ba càng từ trên toa tàu điện nhảy xuống, thành công kích nổ chiếc xe tăng đang tiến sâu vào bên trong thành.

## Diễn viên
Danh sách diễn viên lấy theo cảnh danh đề cuối phim và nguồn từ báo chí đưa tin.
- Doãn Quốc Đam vai Văn Dân
- Cao Thị Thùy Linh vai Thục Hương
- Trần Lực vai Ông họa sĩ
- Tuấn Hưng vai Me-xừ Phán
- Thiện Hùng vai Cậu bé đánh giày
- Trung Hiếu vai Cha xứ
- Anh Tuấn vai Ông bán phở
- Nguyệt Hằng vai Bà bán phở
- Xuân Hồng vai Đội trưởng
- Văn Lượng vai Chỉ huy Pháp
- Phạm Minh Quang vai Cảm tử quân
- Tùng Lee vai Chiến sĩ liên lạc
- Hải Quân vai Nhạc công Accordion
- Tiến Lợi vai Bảo vệ xưởng quân khí
- Ngọc Ánh vai Ca sĩ
- Thùy Trang vai Y tá
- Bùi Hải Vy vai Ả đào (áo xanh)
- Nguyễn Diệu Thúy vai Ả đào (áo tím)

## Sản xuất

### Phát triển
Phi Tiến Sơn, nói về cảm hứng làm nên Đào, phở và piano.
Đào, phở và piano thuộc thể loại phim tuyên truyền khuynh hướng lãng mạn sử thi. Đơn vị sản xuất phim là Công ty Cổ phần Phim truyện 1 (Hãng phim truyện 1), theo đặt hàng từ phía Cục Điện ảnh, Bộ Văn hóa, Thể thao và Du lịch. Phi Tiến Sơn làm đạo diễn kiêm biên kịch cho bộ phim. Phần kịch bản phim trước đó đã được Phi Tiến Sơn ấp ủ trong hơn 10 năm, kể từ dịp Đại lễ 1000 năm Thăng Long – Hà Nội. Lấy bối cảnh là trận Hà Nội diễn ra cuối 1946 – đầu 1947, ông nhấn mạnh vào ý tưởng bộ phim dựa trên tính đặc biệt của trận chiến, khi người dân – với các vũ khí thô sơ – đã đối đầu với quân Pháp trong 60 ngày để bảo vệ thủ đô khỏi sự xâm chiếm trở lại của Pháp. Khi được thông qua, dự án đã nhận mức đầu tư 21,9 tỷ đồng.
Giải thích về lựa chọn tiêu đề tác phẩm là Đào, phở và piano, Phi Tiến Sơn cho biết cái tên được cấu thành từ ba đặc trưng của Hà Nội xưa gồm đào, phở và piano. Trong đó, hoa đào tượng trưng cho Tết tại miền Bắc bởi thời điểm chuyện phim diễn ra vào các ngày cận Tết; phở là món ăn thân thuộc của người Hà Nội; còn piano là âm điệu sử thi vang lên trong các khu phố tĩnh lặng của thành phố. Nói riêng với hình tượng piano, Phi Tiến Sơn bị ấn tượng bởi một câu chuyện có thật mà ông từng nghe kể trong quá khứ, về hai người nghệ sĩ đã đưa đàn piano ra hồ Gươm để chơi trước công chúng sau ngày Việt Minh tiếp quản thủ đô.

### Tuyển vai
Các vai chính của bộ phim lần lượt được giao cho Doãn Quốc Đam và Cao Thị Thùy Linh. Vì là diễn viên có kinh nghiệm diễn xuất ở mảng phim truyền hình, Doãn Quốc Đam được tuyển thẳng vào vai nam chính mà không cần casting. Anh đã chủ động đảm nhận các phân đoạn cần diễn viên đóng thế để làm tròn vai; điều này cũng khiến Doãn Quốc Đam bị trầy xước ở một số cảnh bạo liệt của phim. Về phía Cao Thùy Linh, ban đầu cô chỉ ứng tuyển vào vai quần chúng hoặc một vai phụ trong tác phẩm, nhưng cuối cùng đạo diễn Phi Tiến Sơn chọn làm diễn viên chính thông qua nhiều lần thử vai. Là người mới lần đầu chạm ngõ điện ảnh, suốt quá trình quay phim cô đã được các diễn viên trong đoàn hỗ trợ về cử chỉ, diễn xuất. Cả hai diễn viên lần đầu tiên đã đóng một cảnh nóng trong bộ phim và hoàn thành chỉ sau một đúp quay.
Cặp vợ chồng diễn viên Nguyệt Hằng – Anh Tuấn đã đảm nhận vai vợ chồng bán phở trong phim. Trong đó, Nguyệt Hằng được nghệ nhân dạy làm bánh phở riêng để thực hiện một số cảnh phim. Nói về vai ông họa sĩ, Trần Lực cho biết đây là vai diễn không tên đầu tiên trong sự nghiệp điện ảnh hơn 20 năm của mình. Ông cũng suy đoán vai diễn này của Phi Tiến Sơn có lẽ lấy từ hình tượng họa sĩ Bùi Xuân Phái. Để chuẩn bị cho vai cha xứ, Trung Hiếu tiết lộ ông phải dành nhiều thời gian để nghiền ngẫm kịch bản và học những cử chỉ của nhân vật để khi lên phim được tự nhiên.
Ngay từ khi viết về nhân vật me-xừ Phán trong lúc lên kịch bản, Phi Tiến Sơn đã nhắm tới ca sĩ Tuấn Hưng. Thời điểm được đích thân đạo diễn ngỏ lời mời tham gia phim, Tuấn Hưng tự nguyện nhận đóng vai trước sự e dè của đoàn phim vì sợ nam ca sĩ sẽ chê vai nhỏ hoặc yêu cầu tiền cát-xê quá cao. Lần trở lại này của Tuấn Hưng đánh dấu mốc 10 năm kể từ khi anh tham gia phim ảnh lần cuối cùng trong bộ phim truyền hình Cho một tình yêu. Các vai quần chúng còn lại trong phim do những sinh viên ngoại quốc học tập và sinh sống tại Việt Nam đảm nhận. Trong số này có một du học sinh người Mozambique tên là Oraiden Manuel Sabonete, hiện đang theo học tại Đại học Bách khoa Hà Nội. Trước đây, anh được biết đến với những thành tích ở bộ môn chính trị Marx – Lenin.

### Quay phim
Để mô phỏng bối cảnh chính bộ phim là con phố cổ đổ nát ở Hà Nội, một phim trường cỡ lớn có diện tích 6.000 m2, dài 120 m rộng 15 m đã được dựng lên trên nền doanh trại quân đội cũ gần hồ Đại Lải, Phúc Yên, Vĩnh Phúc. Trước đó, ê-kíp từng chọn các cảnh thực tế tại Nam Định, Hải Dương, Hải Phòng, Sơn Tây. Tuy nhiên do những địa điểm lịch sử tại đây chịu ít nhiều tác động từ yếu tố hiện đại nên đoàn phim phải chuyển sang phục dựng bối cảnh. Sau khi thiết kế xong bản vẽ 3D phim trường, khoảng 5 tới 6 tỷ đồng đã được đầu tư vào việc xây dựng, hoàn thiện bối cảnh trong hơn 5 tháng, với sự xuất hiện của các ngôi nhà cổ giống nguyên mẫu phố Hàng Bè, toa tàu điện và xe tăng. Những căn nhà được xây lên với chất liệu nhẹ như xốp, cao su non, gỗ dán phòng trường hợp rơi, đổ; sau đó bị phá đi, làm hỏng rồi phun khói, sơn lên để tạo cảm giác cũ kỹ phục vụ cho bối cảnh. Bên cạnh phần cảnh thực, Phi Tiến Sơn đồng thời dựng lên một mô hình phim trường tỷ lệ 1:40 để thực hiện một số cảnh quay kỹ xảo trên nền phông xanh. Những ngoại cảnh khác trong phim còn bao gồm vườn đào Nhật Tân, nhà thờ Cửa Bắc và cầu Long Biên.
Lựa chọn dụng cụ cho phim, thiết kế mỹ thuật Vũ Viết Hưng đã dùng nhiều vật dụng xưa cũ của người Hà Nội như tủ, giường, nồi đất, hoành phi câu đối để bồi lên thành một chiến lũy. Bộ đàn piano trong phim dù bị phá vỡ song vẫn được yêu cầu phải sản xuất đúng vào thời điểm những năm 1946. Các loại xe, súng, đạn mô phỏng giống ngoài đời, có sự tham khảo từ Bảo tàng Lịch sử Quân sự Việt Nam và Bảo tàng Lịch sử Quốc gia. Riêng với xe tăng M4 Sherman, do không thể tìm được nguyên mẫu sát với lịch sử, đoàn phim quyết định tạo mô hình riêng đặt trên đường ray di chuyển phục vụ phim. Người được giao mô phỏng các đạo cụ trong phim là một bạn quen của Viết Hưng, chuyên dựng lại các mẫu đồ, xe tăng cổ. Phim sau đó chính thức khởi quay từ tháng 12 năm 2022 và kéo dài tới ngày 10 tháng 3 năm 2023. Do tính chất nội dung, các cảnh phim đa phần được quay trong đêm, khi nhiệt độ giảm sâu gây khó khăn cho quá trình ghi hình. Ngược lại, các cảnh ban ngày, khi trời nắng nóng, yêu cầu diễn viên phải mặc đồ kín người để khớp khung cảnh lịch sử theo kịch bản. Sau khi bước vào giai đoạn hậu kỳ, trường quay phim được dỡ bỏ trong vòng ba tuần để bảo đảm an toàn cho người dân.
Đối với phần phục trang, do nhóm họa sĩ Trần Phương Thảo đảm nhận, theo những yêu cầu khắt khe về lịch sử của Phi Tiến Sơn, nhiều tháng đã được dành ra để nghiên cứu và thống nhất các mẫu phục trang sẽ dùng trong bộ phim. Đội phục trang tiếp đến dành ba tuần chạy may hàng chục bộ quần áo cho dàn nhân vật chính phụ. Tổng cộng, 200 bộ quần áo với tông sắc trầm đúng với thời xưa được gom lại ngay sát ngày phim bấm máy. Trong đó, các mẫu quần áo mỗi loại đã may sẵn ba đến bốn bộ phòng trường hợp bị bẩn, hỏng ở phim trường. Ở các quân phục lính, đoàn phim đi mượn từ kho của Xưởng phim truyện Việt Nam. Sau khi ghi hình, một số bộ đồ được tặng lại cho diễn viên làm kỷ niệm, số còn lại cất vào kho lưu trữ.

### Nhạc phim
Khâu âm thanh do Bành Bắc Hải phụ trách. Nhạc sĩ Trọng Đài đảm nhận nhạc phim. Đối với phần âm nhạc, ca trù được tôn lên làm điểm nhấn tác phẩm thay vì tiếng piano như tiêu đề phim. Những bài ca trù được biểu diễn trong phim bao gồm "Chí làm trai" (phổ từ thơ Nguyễn Công Trứ) và "Đời đáng chán" (phổ từ thơ Tản Đà). Ngoài ra, các ca khúc nhạc đỏ và tiền chiến gồm "Du kích ca" (Đỗ Nhuận) và "Suối mơ" (Văn Cao) cũng vang lên, xen kẽ với những bản nhạc piano không lời như "Treulich geführt" của Richard Wagner hay "Liebesträume No.3" của Franz Liszt.

## Chủ đề và diễn giải
Đào, phở và piano khai thác lịch sử ở góc nhìn 24 giờ cuối cùng của trận Hà Nội 1946, trước khi quân Việt Minh rút lên Việt Bắc chuẩn bị cho giai đoạn trường kỳ kháng chiến. Phim đi sâu vào tâm lý các nhân vật bám trụ lại Hà Nội tới những giây phút trước cái chết. Theo đạo diễn Phi Tiến Sơn, ông tập trung đề tài phim ở phương diện tinh thần và tình yêu Hà Nội của người Hà Nội thay vì sự dữ dội của chiến tranh: xuyên suốt bộ phim, sẽ không có xung đột, cao trào giữa tuyến nhân vật chính diện, sẽ không nhấn mạnh vào tính anh hùng của một nhân vật cụ thể; thay vào đó, họ giúp đỡ, san sẻ lẫn nhau, thể hiện "chất" người Hà Nội nói riêng và phẩm chất anh hùng người Việt Nam nói chung. Tuy cách xây dựng hình tượng trong phim đều được đẩy đến mức cực đoan về hành động lẫn cá tính, song chúng nằm ở việc các nhân vật đều cố chấp bảo vệ lý tưởng và niềm tin ở cách mạng, được cho là phù hợp với quyết tâm chung của người dân trong thành giai đoạn đó, thời điểm đó. Tinh thần này đã được mô tả như là "nét chấm phá lãng mạn giữa hiện thực chiến tranh tàn khốc".
Các nhân vật trong phim thuộc nhiều tầng lớp khác nhau: từ những người lao động bình thường như cậu bé đánh giày, ông bà bán phở đến tầng lớp trí thức gồm vị cha xứ, ông họa sĩ và me-xừ Phán. Họ đều tham gia hay ít nhiều ủng hộ Việt Minh, chống lại Pháp. Những nhân vật này đa số không được đặt tên và bộ phim chỉ khắc họa hành xử của họ trước chiến tranh hơn là đi sâu vào thân phận cụ thể. Tiến sĩ Hà Thanh Vân nhận xét bộ phim sử dụng thủ pháp phi trung tâm hóa khi không làm nổi bật bất cứ cá nhân cụ thể nào mà mỗi nhân vật đều gây được ấn tượng riêng cho khán giả. Phim cũng không nhằm mục đích nhấn mạnh hay đề cao tính anh hùng ca mà muốn thể hiện nó một cách bình thường, giản dị nhất. Giải thích về điểm trên, diễn viên chính Doãn Quốc Đam đã mô tả nhân vật của mình là một người lính làm mọi thứ theo bản năng, có phần bộc phát ngô nghê, trực tính nhưng luôn hành động vì mục đích trả thù cho người mình thương. Hình tượng nhân vật này khác với những vai diễn truyền hình của anh khi thể hiện ra là người mưu mô, nham hiểm, hay bày mưu tính kế.
Thể hiện nội dung phim, Phi Tiến Sơn đã lựa chọn lối kể chuyện phi tuyến tính, đan xen giữa quá khứ và hiện tại ở nhiều phân cảnh khác nhau. Theo đó, phim mở đầu bằng cảnh ân ái của hai nhân vật chính, sau chuyển về cuộc giao chiến diễn ra trước đó giữa dân quân tự vệ và người Pháp. Đây được xem là lối kể chuyện hiếm trong các tác phẩm điện ảnh Việt, và vì tính chất khó hiểu của cách kể chuyện trên nên phim đòi hỏi người xem phải tập trung theo dõi chi tiết. Dù vậy, những mốc thời gian và tiêu đề bối cảnh phim vẫn được chèn vào một số cảnh nhất định để xác định mạch truyện cho người xem. Xây dựng tình huống chính là chuyện kết giao giữa hai nhân vật chàng trai và cô gái, Phi Tiến Sơn được cho là lấy cảm hứng từ bộ phim cùng đề tài chiến tranh Chiếc chìa khóa vàng (2001) của đạo diễn Lê Hoàng.
Xuyên suốt bộ phim, nhiều chi tiết nhỏ ở cảnh và thoại cũng được đạo diễn chủ ý cài cắm, lấy cảm hứng từ các tác phẩm nghệ thuật về Hà Nội. Cụ thể, như Tiến sĩ Hà Thanh Vân chỉ ra, Đào, phở và piano có nhiều khung cảnh lịch sử gợi liên tưởng đến tiểu thuyết Sống mãi với thủ đô của Nguyễn Huy Tưởng cùng các câu thơ từ bài "Đất nước" của Nguyễn Đình Thi; hình tượng những người lính trí thức tiểu tư sản trong bài thơ "Tây Tiến" của Quang Dũng; hình tượng bát phở trong bút kí về Hà Nội của Thạch Lam, Vũ Bằng, Nguyễn Tuân; hình tượng cô gái chơi đàn piano trong những sáng tác về thành phố của Phú Quang; hình tượng chú bé đánh giày trong "Lượm" của Tố Hữu và Những người khốn khổ của Victor Hugo;... Trên góc nhìn tôn giáo, Phi Tiến Sơn lấy cảm hứng từ các tác phẩm văn học và hội họa của Việt Nam, Mỹ, Pháp, như cảnh vẽ tranh giữa ông họa sĩ già và cha xứ tham khảo từ truyện ngắn "Chữ người tử tù" của Nguyễn Tuân và "Chiếc lá cuối cùng" của O. Henry; tiếng chuông nhà thờ vang lên với lời thoại của cô đào gợi nhắc về tiểu thuyết chiến tranh Chuông nguyện hồn ai của Ernest Hemingway; hay tranh vẽ trên tường là bức Nữ thần Tự do dẫn dắt nhân dân của Eugène Delacroix.

## Phát hành

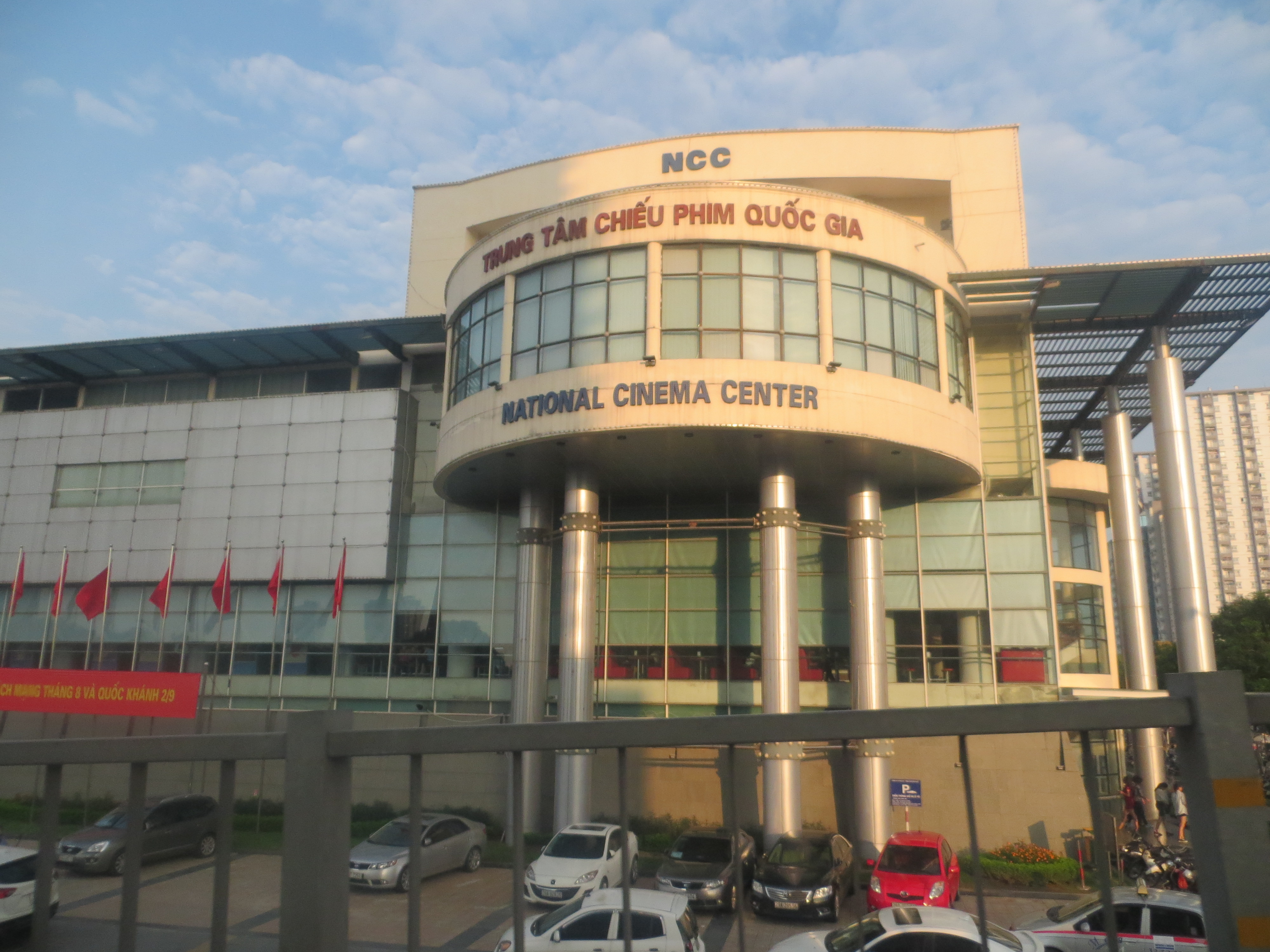
Trung tâm Chiếu phim Quốc gia Hà Nội là địa điểm đầu tiên công chiếu Đào, phở và piano theo đề án của Bộ Văn hóa, Thể thao và Du lịch – đơn vị quản lý rạp.

Ngày 23 tháng 9 năm 2023, Đào, phở và piano đã có một buổi ra mắt với dàn ê-kíp phim tại Trung tâm Chiếu phim Quốc gia, Hà Nội (NCC). Buổi chiếu được tổ chức ở quy mô giới hạn và những người tham dự nhận vé mời riêng. Phim tiếp tục công chiếu miễn phí tại Đà Nẵng và riêng Hà Nội là vào ngày 17 tháng 11 cùng năm, trong tuần phim chào mừng Liên hoan phim Việt Nam lần thứ 23. Tại Liên hoan phim Việt Nam, bộ phim đã giành giải Bông sen bạc hạng mục phim truyện điện ảnh cùng hai đề cử lần lượt cho diễn viên Doãn Quốc Đam và họa sĩ thiết kế Vũ Viết Hưng.
Ban đầu, phim dự kiến công chiếu vào cuối năm 2023 và tháng 10 năm 2024 là trong dịp 70 năm ngày Giải phóng thủ đô Hà Nội. Ngày 10 tháng 2 năm 2024, trong dịp Tết Nguyên Đán Giáp Thìn, Đào, phở và piano cùng Hồng Hà nữ sĩ và 6 phim hoạt hình khác đã được công chiếu tại Trung tâm chiếu bóng quốc gia Hà Nội. Đây là các tác phẩm phát hành theo quyết định số 316 do Bộ Văn hóa, Thể thao và Du lịch ban hành, thí điểm bán vé một số phim nhà nước tại rạp và phát sóng trên truyền hình. Rạp quốc gia, trực thuộc Bộ Văn hóa, là địa điểm duy nhất phục vụ chiếu các bộ phim cho người xem, với thời gian trụ rạp dự kiến ít nhất là một tháng tới khi "không còn khán giả" thì thôi. Giá vé của phim khi công chiếu luôn cố định ở mức 50.000 đồng cho ngày thường và 60.000 vào Tết hay cuối tuần – thấp hơn nhiều so với các tác phẩm thương mại ra rạp cùng thời điểm. Giống như những phim nhà nước khác, bộ phim chỉ được chi ra 100 triệu đồng cho việc tổ chức họp báo, quảng bá, thiết kế áp phích và vì vậy gần như rất ít người biết. Bởi NCC là đơn vị tự chủ về tài chính nên mọi chi phí vận hành phòng chiếu tác phẩm đều do rạp chịu; số tiền vé thu được phải gửi về hết Bộ Văn hóa. Điều này đồng nghĩa với việc càng có nhiều suất chiếu Đào, phở và piano, rạp phải chịu số tiền lỗ càng cao.
Theo hệ thống phân loại độ tuổi khán giả xem phim, Đào, phở và piano được gán nhãn dành cho người xem trên 13 tuổi. Điều này đã gây ra tranh luận vì bộ phim có nhiều cảnh nóng, trong khi tác phẩm ra mắt cùng thời điểm là Mai cũng có cảnh nóng nhưng bị giới hạn trên 18 tuổi. Có ý kiến đề nghị nâng độ tuổi giới hạn xem phim lên 16+.
Vào ngày 20 tháng 2 năm 2024, 10 ngày sau khi bộ phim ra rạp và trở thành hiện tượng phòng vé, trailer phim đầu tiên mới được công bố. Trailer này kéo dài 1 phút hơn, chủ yếu là khung cảnh tĩnh với hình tư thế chiến đấu các nhân vật và ở cuối đoạn là cảnh của cặp nhân vật chính, chàng trai cầm bom ba càng hô vang trước khi hiện một chiếc xe tăng nổ tung. Rất ít những chi tiết cụ thể khác liên quan đến nội dung được tiết lộ. Nhiều khán giả đã nhận xét phần trailer rất nghệ thuật, trong khi số khác phàn nàn phần thiết kế đồ họa và nội dung sơ sài, âm thanh kém; cho rằng bản giới thiệu phim được làm "cho có" và còn không đúng tính chất của một trailer thông thường. Ngày 21 tháng 2, cặp diễn viên chính Doãn Quốc Đam và Cao Thị Thùy Linh đã xuất hiện tại một buổi chiếu phim ở Trung tâm Chiếu phim Quốc gia để giao lưu, bày tỏ cảm ơn với sự ủng hộ từ khán giả.
Ngày 9 tháng 3 năm 2024, Đào, phở và piano được xếp một buổi chiếu lớn tới người xem tại Cung Quy hoạch hội chợ và triển lãm tỉnh Quảng Ninh, trong khuôn khổ chương trình "Thanh xuân dâng Đảng". Dàn diễn viên phim đã có buổi nói chuyện với 900 khách mời là các đoàn đảng viên, học sinh, đại biểu và lãnh đạo tỉnh trước khi phát tác phẩm. Tác phẩm ngoài ra được công chiếu miễn phí tại những tuần phim kỷ niệm trong và ngoài nước, các liên hoan phim gồm Liên hoan phim Châu Á Đà Nẵng lần thứ 2 và Liên hoan phim quốc tế Hà Nội lần thứ 7; một số sự kiện văn hóa, chính trị khác nhau do chính quyền tổ chức rộng rãi cho thanh niên, du học sinh. Đào, phở và piano lần đầu trình chiếu trên sóng truyền hình vào lúc 20 giờ ngày 9 tháng 10 trên kênh H1, 11 giờ 30 phút và 21 giờ ngày 10 tháng 10 trên kênh H2 (cả hai kênh đều của Đài Phát thanh – Truyền hình Hà Nội); 21 giờ 20 phút ngày 13 tháng 10 trên kênh VTV1 (Đài Truyền hình Việt Nam); 8 giờ ngày 10 tháng 10, 22 giờ ngày 13 tháng 10 trên kênh VTC9 và 13 giờ 15 phút ngày 13 tháng 10 trên kênh VTC1 (cả hai kênh đều của Đài Truyền hình Kỹ thuật số VTC) nhân dịp 70 năm Ngày Tiếp quản Thủ đô.

### Hiệu ứng truyền thông
Trong ba ngày đầu công chiếu, Đào, phở và piano được xếp cố định khoảng 2–3 suất chiếu với tỷ lệ lấp đầy khán giả từ ⅓ đến ½. Tuy nhiên, vào các ngày nối tiếp tới 18 tháng 2, số khán giả tới xem phim tăng đột biến so với phim cùng thể loại là Hồng Hà nữ sĩ. Hiện tượng này khiến ban quản lý nhà rạp phải nhanh chóng họp bàn mở thêm suất chiếu. Theo thống kê sơ bộ của NCC, số khán giả xem Đào, phở và piano trong ngày 18 tháng 2 năm 2024 đã gần 400 người. Tỷ lệ lấp đầy phim đạt 99%, với con số báo cáo là 132 khán giả trên một suất chiếu cho hơn mười suất hoạt động. Lý do cho sự nổi tiếng bất ngờ của Đào, phở và piano bắt nguồn ở hiệu ứng mạng xã hội, đáng chú ý là kể từ khi một Tiktoker tên Giao Cùn lên video chia sẻ cảm nghĩ của mình về bộ phim, thu hút sự quan tâm từ số lượng lớn giới trẻ, học sinh, sinh viên. Cùng với đó, một bộ phận khán giả đem tác phẩm lên bàn cân chất lượng và doanh thu với bom tấn Mai của Trấn Thành; có những người dùng mạng tẩy chay Trấn Thành đã kêu gọi nên xem phim này hơn là Mai. Sự "đối đầu" trên dẫn đến những cuộc thảo luận gay gắt có yếu tố phân biệt vùng miền, khi Đào, phở và piano được sản xuất ngoài Bắc còn Mai là ở trong Nam. Trên nhiều hội nhóm khác nhau, bộ phim nhanh chóng thu hút những phản ứng tích cực từ cư dân mạng và có độ thảo luận cao. Các trang Thông tin Chính phủ, trang của cộng đồng xem phim, báo chí truyền thông cũng liên tục lên bài về Đào, phở và piano, tạo nên độ phủ sóng lớn trong dư luận. Ngày 20 tháng 2, trang SocialTrend báo cáo độ hot của tác phẩm trên các nền tảng xã hội đã vượt qua Mai để dẫn ngôi đầu trong số những phim điện ảnh được bàn luận 24 giờ qua, với con số 139,45 nghìn lượt thảo luận. Trên công cụ tìm kiếm Cốc Cốc, phim là một trong ba từ khóa về phim ảnh được tra tìm nhiều nhất quý I năm 2024, bên cạnh hai phim Việt Nam khác là Quỷ cẩu và Mai.

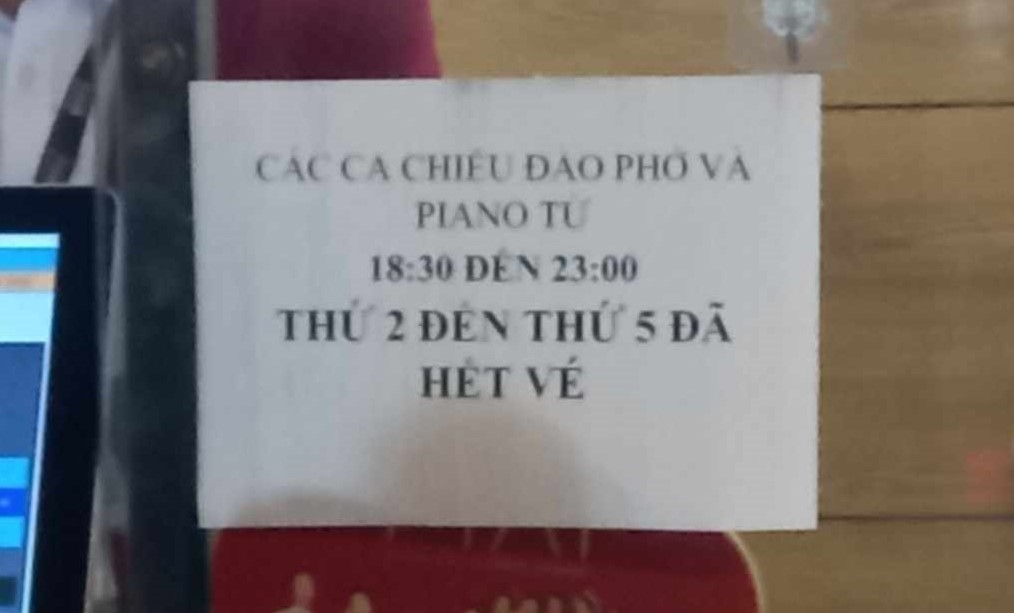
Một bảng thông báo tại quầy bán vé Trung tâm Chiếu phim Quốc gia, với dòng chữ "Các ca chiếu Đào, phở và piano từ 18:30 đến 23:00 thứ 2 đến thứ 5 đã hết vé". Ảnh chụp ngày 26 tháng 2 năm 2024.

Chỉ trong hai ngày 18 và 19 tháng 2, số suất chiếu Đào, phở và piano tăng lên lần lượt 11 và 15 suất; các vé xem phim cho ngày 19 và 20 tháng 2 đã bán hết từ 17 tháng 2. Do tình trạng cháy vé quá nhanh, nhiều khán giả chấp nhận ngồi hàng đầu hoặc rìa hàng để xem phim. Ngày 18 tháng 2, báo chí đưa tin trang web chính thức của Trung tâm Chiếu phim Quốc gia đã bị sập vài ngày qua do lượng người vào đặt vé Đào, phở và piano bị quá tải – là hiện tượng "trước nay chưa từng có" đối với một bộ phim nhà nước. Đến tối 19 tháng 2, trang web và ứng dụng đặt vé của rạp tiếp tục sập một lần nữa; các nền tảng thanh toán trực tuyến như VNPAY, ví điện tử ngân hàng đều tê liệt khiến khán giả không thể đặt vé phim. Tình trạng này vẫn diễn ra cho tới 4 ngày kế tiếp; ngày 20 tháng 2, fanpage chính thức của NCC phải lên tiếng giải thích và thông báo phim chỉ có thể đặt vé tại chỗ. Hàng dài người đã kéo nhau đến rạp xếp hàng tại quầy để trực tiếp mua vé Đào, phở và piano. Hình ảnh này được nhiều người ghi lại và đăng tải lên các phương tiện truyền thông, tiếp tục gây nên sự hiếu kỳ ngày càng lớn từ người xem.
Nếu trong những ngày đầu chiếu tại NCC, số suất chiếu dành cho Mai tăng liên tục từ 20 lên 30 cho đến 50 suất chiếu nhưng vẫn chưa đáp ứng kịp nhu cầu người xem, thì sau sự đổ bộ của một lượng lớn khán giả tới xem Đào, phở và piano, ngày 20 tháng 2 NCC phải giảm gần 50% suất chiếu phim Mai hiện hành để chuyển sang chiếu tác phẩm trên (18 suất). Các suất chiếu ở những ngày cao điểm dao động từ 25 đến 32 suất chiếu – một con số rất lớn – song sự khan hiếm suất chiếu cùng vé xem phim vẫn tạo ra tình trạng phe vé giá cao ở các hội nhóm trực tuyến. Nhiều người thì ghi lại những phân đoạn cao trào trong phim rồi phát tán lên mạng, tạo nên làn sóng chỉ trích hành vi thiếu ý thức này. Ngày 25 tháng 2, rạp quốc gia chạm đỉnh mới với 32 suất phim được mở để phục vụ khán giả, tăng đột biến so với con số 23 suất ngày hôm trước. Tuy nhiên, các suất chiếu vẫn liên tục bị phủ kín cho tới nhiều ngày kế tiếp và người xem buộc phải mua vé xem vào ngày khác. Để tối đa hóa số khán giả phục vụ, phòng chiếu chính với số chỗ lớn nhất luôn được ưu tiên để chiếu phim.
Trước sức ảnh hưởng lan rộng của tác phẩm, Cục Điện ảnh đã đề xuất cho chiếu Đào, phở và piano trên toàn quốc. Thứ trưởng Bộ Văn hóa, Thể thao và Du lịch Tạ Quang Đông bày tỏ sự ủng hộ trước đề xuất trên, khuyến khích các đơn vị, cơ sở phát hành chiếu phim. Dù vậy, Cục trưởng Cục Điện ảnh Vi Kiến Thành đã lo ngại về việc không có hệ thống rạp tư nhân nào nhận chiếu phim, chủ yếu là vì chưa có chính sách ăn chia tỷ lệ doanh thu; đồng nghĩa toàn bộ số tiền phim thu được sẽ phải gửi trả lại hết cho nhà nước. Đây cũng là nguyên do chính khiến các bộ phim nhà nước không thể phát hành qua đơn vị rạp tư nhân. Đến ngày 20 tháng 2 năm 2024, đã có hai đơn vị tư nhân đầu tiên đứng ra tự nguyện phát hành phim là Beta Cinemas và Cinestar. Hai cụm rạp này chấp nhận việc chiếu phim không lợi nhuận và chỉ thu tiền bắp nước nếu khán giả mua thêm. Theo kế hoạch, Đào, phở và piano sẽ được sắp xếp lịch chiếu trong vòng một tháng cho khán giả đến xem. Trong hai ngày 21 và 22 tháng 2 năm 2024, bộ phim chính thức công chiếu tại 11 tỉnh thành trên cả nước thông qua 20 cụm rạp Beta Cinemas, với giá vé đồng hạng là 50.000 đồng. Cùng ngày 22 tháng 2, cụm rạp Cinestar bắt đầu mở bán vé bộ phim ở mức giá 45.000 đồng. Đã có tin đồn rằng ba hệ thống rạp CGV, Lotte Cinema và Galaxy Cinema sẽ phát hành bộ phim; ứng dụng FPT Play sẽ công chiếu phim trực tuyến, song những đồn đoán trên nhanh chóng được xác nhận là tin giả.
Tại các đơn vị rạp tư nhân, phim tiếp tục tạo ra những hiện tượng mới về phòng vé. Khi tin tức chiếu phim được công bố, trang web của rạp Beta bị sập không truy cập được và phải mua trực tiếp tại quầy bán vé. Tình trạng tương tự đồng thời diễn ra với đơn vị Cinestar. Trong ngày đầu ra mắt tại Thành phố Hồ Chí Minh, bộ phim thu hút đông đảo khán giả trẻ tò mò đến xem phim. Các suất chiếu đã được bổ sung liên tục để phục vụ nhu cầu nhưng nhiều người vẫn phải ra về vì không mua được vé hoặc chọn xem phim khác. Theo ghi nhận của cụm rạp Cinestar ở Bình Dương và Thành phố Hồ Chí Minh, những suất chiếu khi mới công bố nửa tiếng đã lấp đầy gần 95% khán giả, là tiền lệ chưa từng xảy ra tại đây. Cũng do bị quá tải số người mua vé xem, một số trường hợp nhân viên rạp chiếu tại Cinestar phải ghi vé phim ra giấy trắng. Nhiều ý kiến đã cho rằng đây là chiêu trò của rạp nhằm câu người xem.
Song song với các rạp tư nhân, nhiều rạp chiếu quốc doanh và rạp nhỏ lẻ tại các tỉnh thành trên cả nước đã đăng ký chiếu Đào, phở và piano, bao gồm Đà Nẵng, Lào Cai, Hòa Bình, Hải Dương, Quảng Nam, Vĩnh Phúc, Nghệ An, Thái Nguyên, Bắc Giang, Thanh Hóa, Bà Rịa – Vũng Tàu, Bình Dương, v.v.. Những buổi công chiếu đầu tiên đã thu hút sự hiếu kỳ của nhiều người dân đến xem phim: ở Đà Nẵng, hàng người đứng chờ mua vé phim trước của rạp Lê Độ đã kéo dài từ hơn 6 giờ sáng tới 3 giờ chiều, với đa số là sinh viên và học sinh.

### Diễn biến phòng vé
Từ ngày 10 tháng 2 đến 18 tháng 2, rạp Quốc gia báo cáo số vé phim bán được là 5.162, chiếm ⅓ tổng vé của rạp và thu về khoảng 300 triệu đồng. Con số thống kê của đơn vị quan sát phòng vé độc lập Box Office Việt Nam (BOVN) sau một tuần phim công chiếu là 344,4 triệu đồng, riêng 18 tháng 2 là 87,3 triệu đồng với 1.455 vé. Ngày 19 tháng 2, Đào, phở và piano thu về thêm 170 triệu đồng, đứng thứ 5 doanh thu phòng vé cả nước. Tới 20 tháng 2, Box Office Việt Nam báo cáo doanh thu gộp của phim là 510 triệu đồng, còn bên NCC báo là gần 700 triệu đồng với 13.000 vé được bán ra cho đến chiều cùng ngày. Cũng theo Box Office, ngày 21 tháng 2, phim đã chính thức cán mốc 1 tỷ đồng doanh thu. Tuy nhiên, do tình trạng các hệ thống rạp không bán vé phim trực tuyến nên BOVN đã không thể tiếp tục cập nhập con số doanh thu chính xác trên website. Chỉ có Cục Điện ảnh là phía duy nhất nhận báo cáo về doanh thu Đào, phở và piano từ các cụm rạp phát hành phim.
Số vé phim bán ra tại rạp quốc gia trong ngày 21 tháng 2 được ghi nhận riêng là 8.129 vé, gấp vài lần so với số lượt đặt vé Mai tại đây. Sau 16 ngày công chiếu, số vé Đào, phở và piano bán ra tại Trung tâm Chiếu bóng Quốc gia được ghi nhận với con số hơn 42.000, thu về 2,281 tỷ đồng. Ngày 1 tháng 3 năm 2024, Cục Điện ảnh công bố phim đã thu về 10 tỷ đồng trên cả nước. Trong đó, doanh thu từ rạp chiếu phim quốc gia chiếm hơn ⅓ tổng doanh thu của bộ phim. Cụ thể, theo thống kê một ngày sau đó, số vé bán ra tại NCC là 73.879, thu xấp xỉ 4 tỉ đồng. Đến ngày 19 tháng 3, Đào, phở và piano cán mốc 16 tỷ đồng theo thống kê thủ công từ BOVN, bất chấp việc phim đã giảm sức hút và số suất chiếu bị thu hẹp.
Ngày 5 tháng 4 năm 2024, tại một cuộc họp giao ban giữa các hội văn học nghệ thuật quốc gia và trung ương, Cục phó Cục Điện ảnh Lý Phương Dung đã tiết lộ doanh số chính thức của Đào, phở và piano sau gần 3 tháng công chiếu là 20,8 tỷ đồng. Con số này được xem là hòa vốn so với kinh phí sản xuất bộ phim, song nếu tính thêm cả việc chia lợi nhuận với các nhà phát hành thì lỗ và cần phải đạt ít nhất 50 tỷ đồng mới tới điểm hòa vốn. Ông Vi Kiến Thành cho rằng nếu phim có giá vé ngang với các bộ phim thương mại khác thì doanh thu có thể sẽ tăng gấp đôi lên khoảng 42 tỷ đồng.

## Đón nhận

### Công chúng
Từ tháng 3 năm 2023, Tiktoker Giao Cùn, người sau này giúp bộ phim trở nên nổi tiếng, đã đăng clip giới thiệu phim khi đang ở giai đoạn sản xuất, dự đoán tác phẩm sẽ trở thành "bom tấn nhất Việt Nam" và là tác phẩm "'hoành tá tràng' nhất về lịch sử trong nhiều năm gần đây". Tại hai lần ra mắt đầu tiên ở rạp chiếu quốc gia và Liên hoan phim Việt nam, Đào, phở và piano cũng nhận về những phản ứng tích cực từ báo chí và khán giả.
Sau khi lan truyền, bộ phim đã tạo nên một cuộc thảo luận sôi nổi giữa những người xem. Nhìn chung, đa số khen ngợi bộ phim trên tinh thần là phim nhà nước làm, thể hiện nét Hà Nội đặc sắc tuy "không quá hoàn hảo". Phản ứng của người xem, giới trẻ gồm học sinh, sinh viên,.. chủ yếu được ghi nhận chăm chú theo dõi và xúc động với bộ phim. Phần lớn đánh giá tích cực về Đào, phở và piano nằm ở khâu kịch bản, hình ảnh, quay phim và tuyển diễn viên, đặc biệt là ở cách truyền tải không nặng về cảnh bom đạn, tuyên truyền như các phim nhà nước trước đó. Trong khi đó, các ý kiến khác vẫn chỉ ra những lỗi đáng kể trong phim, bao gồm phim còn đậm tính kịch; bất hợp lý về hình thể nhân vật; vấn đề về bối cảnh và kỹ xảo, v.v.. Một khía cạnh phê bình khác là ở khâu tiếp thị phim. Ngoài việc không được quảng bá rộng rãi, Đào, phở và piano còn bị phàn nàn vì ra trailer muộn; áp phích phim bị lỗi font chữ; hình ảnh không thể hiện nội dung phim,... Doãn Quốc Đam trong một cuộc phỏng vấn cũng thừa nhận phim vẫn còn những thiếu sót nhất định, song coi sự đón nhận tích cực với Đào, phở và piano là bước đệm cho nhiều bộ phim lịch sử khác được sản xuất và có thể tiếp cận với lớp khán giả trẻ lẫn người xem quốc tế.
Trang đánh giá tổng hợp chung trên tờ VnExpress cho thấy phim nằm ở mức trung bình. Trong đó, người xem đã nhất trí cho 6,9 trên 10 điểm với Đào, phở và piano, nhận xét rằng phim biểu hiện nhiều ưu điểm ở từng khâu sản xuất khác nhau, song còn những hạn chế nhất định. Trong đó, vấn đề về thời lượng bó hẹp đã khiến phim không thể xây dựng đủ tình huống cao trào cho lớp nhân vật dày đặc; kỹ xảo và hiệu ứng cháy nổ còn giả, thậm xưng đến khiên cưỡng, khó tin. Diễn xuất của diễn viên tiếp tục là chủ đề của những bình luận. Đặc biệt, nữ chính đã bị phê bình vì lối thoại mang chất kịch, dù bạn diễn Doãn Quốc Đam khẳng định đây là cách nói của người Hà Nội xưa; cô còn bộc lộ sự chới với ở một số cảnh nặng tâm lý do thiếu kinh nghiệm. Với Tuấn Hưng, anh thành công tỏ ra phong thái của một trí thức yêu nước nhưng còn gồng, nặng triết lý và giáo điều. Tuy nhiên theo tác giả Hà Thanh Vân, viết cho báo Văn nghệ Quân đội, mọi bình phẩm về chất lượng phim chỉ nên được nhìn nhận ở mức tương đối và chủ quan bởi nó phụ thuộc rất nhiều vào "tầm đón nhận", hiểu biết lẫn thị hiếu của mỗi khán giả.

### Giới phê bình chuyên môn
Ở khía cạnh chuyên môn, phim nhận về những đánh giá đa dạng, phân hóa từ cao tới thấp. Nhận xét về tác phẩm, biên kịch Trịnh Thanh Nhã đã dành lời khen ngợi tới đạo diễn kiêm biên kịch Phi Tiến Sơn khi biết cách sắp xếp những chi tiết, tình huống thể hiện "cái chất Hà Nội không thể trộn lẫn", đồng thời với phần bối cảnh còn đặc biệt "chân thực, gây cảm xúc mạnh mẽ". Lấy chuyện tình "tuyệt đẹp" của đôi trai gái làm một trong những chủ đạo xuyên suốt tác phẩm, bà cho rằng lối kể chuyện này đã tạo nên sự đối nghịch giữa tình yêu và chiến tranh, khiến chuyện phim không trở nên bi lụy dù hầu hết các nhân vật chính và phụ ở cuối phim đều chết. Phó Cục trưởng Cục Điện ảnh, bà Nguyễn Thị Thu Hà đánh giá bộ phim hấp dẫn người xem bởi theo lối kể đồng hiện, yêu cầu đạo diễn phải thể hiện tất cả lát cắt, các nhân vật trong phim trong một khoảng thời gian giới hạn. Cũng theo bà, phim mang tính giáo dục sâu sắc cho người trẻ về sự biết ơn tiền nhân cùng lòng yêu nước, được thể hiện qua diễn xuất tròn vai của dàn diễn viên, tạo được những tình huống bất ngờ cho người xem. Hà Thanh Vân xem Đào, phở và piano là bộ phim chiến tranh "tâm huyết, nhiệt tình, chỉn chu nhất" về mặt nội dung lẫn nghệ thuật trong những năm trở lại đây. Theo cô, phim đã thành công khắc họa hình tượng, phẩm chất người Hà Nội nói chung, thể hiện tinh thần "tận hiến" của họ trong giai đoạn chiến tranh nhưng không hề lên gân hô hào như những phim trước đó. Tác phẩm còn thể hiện sự chắc tay của Phi Tiến Sơn trong việc điều khiển mạch cảm xúc bộ phim; lối dựng phim mang tính khái quát cao; và những câu thoại hài duyên dáng, đúng chỗ. Nhưng theo người viết, một số điểm trong phim, đáng chú ý là ở phần kỹ xảo, vẫn cần phải khắc phục để có thể gây ấn tượng hơn nữa tới người thưởng thức.
Ở những ý kiến tầm trung, cây bút Nhật Long từ Zing News đã chấm phim 6.5 điểm, ngoài chỉ ra ưu điểm của bộ phim như khơi gợi vẻ đẹp của người Hà Nội dưới thời chiến cùng những câu chuyện lắng đọng, mang tính hoài niệm, vẫn nêu lên lỗ hổng trong việc xây dựng kịch bản và bối cảnh, nhuốm màu kịch nhiều hơn là điện ảnh; cộng với việc thoại tiếng Pháp không được phụ đề và chất lượng âm thanh chưa tốt đã làm giảm trải nghiệm của người thưởng thức tác phẩm. Nhận định từ tạp chí Thế giới Điện ảnh thuộc Hội Điện ảnh Việt Nam đánh giá phim có chất lượng "trung bình khá"; theo các bài viết, mặc dù bộ phim cho thấy được nỗ lực đổi mới của Phi Tiến Sơn và nhà nước nói chung nhưng phim còn thiếu nhiều yếu tố để trở thành một tác phẩm "xuất sắc". Trong đó, vấn đề về cấu trúc dàn trải của phim, cách cài cắm tình tiết và diễn biến tâm lý nhân vật còn thiếu chặt chẽ đã trở thành những "điểm đáng tiếc" trong Đào, phở và piano.
Ngược hẳn lại với lời khen ngợi, tác giả Nguyễn Mạnh Hà dành hẳn một bài phê bình trên báo Phụ nữ Việt Nam để chỉ ra những điểm bất hợp lý trong tình tiết phim, nhân vật. Từ đó, người viết kết luận đạo diễn còn nhiều thiếu sót trong việc xây dựng nhân vật, khiến họ đôi lúc trở nên vô tư không cần thiết; áp đặt hành động một cách máy móc vào nhân vật để chứng tỏ một phẩm chất đặc biệt nào đó mà quên đi việc cho nhân vật lý trí và rung cảm để tạo tính người. Ngoài các lỗi tiếp tục được chỉ điểm phân tích, ông vẫn ghi nhận hiện tượng Đào, phở và piano là tín hiệu tích cực thu hút những nhà đầu tư tham gia vào mảng phim lịch sử Việt Nam. Nhà phê bình Nguyễn Phong Việt cũng nhìn nhận về mặt chất lượng, Đào, phở và piano mới chỉ ngang tầm phim truyền hình một tập được đầu tư kinh phí tương đối. Dù vậy, nhiều chi tiết lãng mạn trong bộ phim, thể hiện tinh thần yêu nước, đã thành công khiến khán giả bỏ qua hết những điểm yếu trong phim để cảm thông trước một số thông điệp cụ thể mà tác phẩm đem lại, thay vì bực bội bởi phim không hay như mình nghĩ. Ý kiến của Tiến sĩ Nguyễn Hoàng Ánh, trả lời phỏng vấn Đài Á Châu Tự Do, đính chính bộ phim thiên về hướng một tiểu thuyết lịch sử hơn là trung thành với lịch sử vì nhiều chi tiết trong tác phẩm không đúng với thực tế. Bà cho rằng sự ác hóa quá mức phía địch là quân Pháp sẽ gây hiểu lầm và ngộ nhận ở một bộ phận khán giả trẻ xem phim. Cũng giống như các bình luận từ khán giả khác, tác giả đã chỉ điểm các khiếm khuyết của phim, nhưng cho rằng Đào, phở và piano vẫn có những thành công nhất định trong việc tạo nên không khí hào hùng, bi tráng của Hà Nội thời đạn lạc.

## Ảnh hưởng
Độ phổ biến của Đào, phở và piano đã khiến bộ phim trở thành một trong 15 sự kiện văn hóa tiêu biểu tại Việt Nam trong năm 2024, theo bình chọn từ Thời báo Văn học nghệ thuật thuộc Liên hiệp các Hội Văn học nghệ thuật Việt Nam. Mức độ lan truyền phim cũng dẫn tới sự nổi tiếng trở lại của Hà Nội mùa đông năm 46 – một tác phẩm cùng chủ đề lịch sử với Đào, phở và piano. Trả lời báo Tiền phong, chuyên gia truyền thông Ân Nguyễn cho rằng tuy chưa thể so sánh doanh thu của Đào với các phim thương mại, cụ thể là Mai, vì tính chất và quy mô khác nhau, song hoàn toàn có thể coi tác phẩm là một hiện tượng truyền thông đặc biệt trong năm. Nhận xét về kết quả phòng vé bộ phim, nhiều quan điểm đã ghi nhận đây là tín hiệu khả quan đối với dòng phim tuyên truyền lịch sử của nhà nước, vốn khô khan và ít được khán giả quan tâm. Thực tế từ thành công phim cũng phản ánh sự quan tâm của khán giả, đặc biệt là khán giả trẻ, ở dòng phim sử Việt, đồng thời cả ở những bộ phim do nhà nước đặt hàng. Trước đó, các phim nhà nước như Sống cùng lịch sử, Mộ gió, Đam mê khi phát hành đều gặp phải tình trạng ế vé dù đã giới hạn phạm vi chiếu nhỏ. Một phần cho điều này là bởi sự suy giảm quy mô của hệ thống phát hành nhà nước trước các cụm rạp tư nhân từ thời kì Đổi Mới đã khiến những phim đặt hàng dần ít được đầu tư quảng bá. Ngoài ra, những luật mới về hợp tác công – tư sau đó được ban hành, không có sự ưu đãi nào cho lĩnh vực công nghiệp điện ảnh, cũng hạn chế sự tham gia của tư nhân sau Tôi thấy hoa vàng trên cỏ xanh (2015).
Qua sự kiện này, đã có những ủng hộ và đề xuất việc ban hành quy định cụ thể về ăn chia tỷ lệ doanh thu khi phát hành với bên tư nhân, cũng như cấp kinh phí cho việc quảng bá phim nhà nước để được nhiều người biết đến hơn. Những chỉ trích về bối cảnh "giả trân" của phim cũng tạo nên những cuộc bàn luận giữa các nhà làm phim và giới quản lý, tìm cách cải thiện kinh phí đầu tư vào phim trường, bối cảnh, đồng thời tháo gỡ hạn chế hành lang pháp lý để tư nhân tham gia làm phim lịch sử. Bên cạnh góc nhìn tích cực, những ý kiến khác cho rằng thành công của bộ phim mới chỉ là cá biệt, chưa thể khẳng định triển vọng về phim nhà nước nói chung khi ra rạp thương mại cũng như sự vượt trội về chất lượng so với các tác phẩm cũ. Viết cho trang VnExpress, tác giả Trương Đức Phương nhận định việc bộ phim "ăn may" từ truyền thông, thực tế chỉ là nhất thời do những yếu tố khác nhau cộng hưởng: do đòn bẩy từ bàn cân phim thương mại; do hiện tượng "khan hiếm bị động" tạo ra bởi sự thiếu hụt cơ chế phát hành. Điều này cho thấy nhà nước chắc chắn cần phải có những thay đổi về chính sách để đi được đường dài.
Ngày 7 tháng 3 năm 2024, tại "Hội nghị toàn quốc lần thứ hai triển khai luật, nghị quyết của kỳ họp thứ 6 và kỳ họp bất thường lần thứ 5, Quốc hội khóa XV", Chủ tịch Quốc hội Vương Đình Huệ đã viện dẫn hiệu ứng truyền thông của bộ phim để đề nghị Bộ trưởng Bộ Tư pháp và Chủ nhiệm Ủy ban Pháp luật nghiên cứu kỹ trường hợp, tận dụng thế mạnh mạng xã hội áp dụng vào việc tuyên truyền chính sách pháp luật. Trong đó, ông nhấn mạnh vào tính hiệu quả của truyền thông xã hội vì nếu không có yếu tố này thì chưa chắc nhiều người sẽ biết đến Đào, phở và piano. Đại biểu Quốc hội, Phó giáo sư – Tiến sĩ Bùi Hoài Sơn từ hiện tượng bộ phim cũng rút ra lời kêu gọi trong việc cập nhật các phương pháp truyền thông theo xu thế số mới; cải thiện một cách đồng bộ chiến lược truyền thông trực tuyến, công tác đào tạo và quản lý các văn nghệ sĩ để khai thác triệt để sức mạnh mạng xã hội trong việc quảng bá các di sản văn hóa nói chung và phim ảnh nhà nước nói riêng được rộng rãi hơn tới người dân.

### Tranh cãi
Vì sự nổi tiếng bất ngờ của Đào, phở và piano, đã có những tranh cãi xung quanh việc nhà nước có nhúng tay vào hiện tượng phòng vé bộ phim. Cụ thể, khi trang web rạp quốc gia bị sập do quá tải, có những nhà báo đã đặt dấu hỏi về sự thực đằng sau hiện tượng này, nghi vấn đây là chiêu trò của đơn vị để tạo nên hiệu ứng khan hiếm nhân tạo, thu hút nhiều người quan tâm. Lý do cho nghi ngờ chủ yếu dựa vào việc phim Mai ra rạp tại đây với số suất chiếu áp đảo nhưng thời điểm đó trang web lại không gặp sự cố. Điều tương tự cũng xảy ra với các rạp Beta Cinemas, Cinestar. Trả lời với truyền thông, quyền giám đốc của NCC Vũ Đức Tùng xác nhận sự cố này thực tế có xảy ra, cho biết đã chứng kiến 15.000 lượt truy cập cao điểm vào trang web trước thời điểm bị quá tải, và chỉ có gần 1000 người thành công đặt vé xem phim. Ông đồng thời khẳng định việc web bị sập hoàn toàn do Đào, phở và piano là thiếu cơ sở; nêu ra khả năng lưu lượng truy cập Mai và phim này cộng lại vượt quá lưu lượng cho phép của trang web nên dẫn đến tình trạng sập website. Ông cho rằng không có lý do gì để cho sập trang web vì điều này sẽ làm ảnh hưởng tới doanh thu hoàn toàn độc lập của đơn vị.
Việc phim thu tiền vé cũng tạo ra những thắc mắc vì sao tác phẩm điện ảnh làm từ vốn nhà nước nhưng lại phải trả tiền mới được xem. Ông Vi Kiến Thành đã khẳng định phim sẽ được chiếu miễn phí lên các nền tảng mạng trực tuyến và truyền hình, song cần ít nhất 6 tháng đến 1 năm mới có thể thực hiện rộng rãi, chủ yếu vì muốn tôn trọng những khán giả đã ra rạp thưởng thức phim. Ông cho rằng thành công của bộ phim, ngoài hoạch định lại chính sách phổ biến phim theo đề án trước đó, còn giúp các đơn vị làm phim nhà nước có thể xoay vòng vốn để thực hiện tác phẩm tiếp theo, không phải lệ thuộc vào nguồn ngân sách ít ỏi mà nhà nước cấp hàng năm. Thứ trưởng Bộ Văn hóa Tạ Quang Đông cũng viện dẫn quy định từ Luật Điện ảnh 2022 để phủ nhận việc các phim nhà nước đều thu tiền vé, cho biết những tác phẩm quốc doanh từ trước đến nay luôn được phát hành rộng rãi và miễn phí cho toàn dân phục vụ mục đích chính trị.
Phản ứng trên không gian mạng về Đào, phở và piano đã trở thành chủ đề của nhiều phân tích xã hội học. Tiến sĩ Nguyễn Phương Mai, viết cho BBC Tiếng Việt, nhận định thái độ trái chiều của người dùng mạng phản ánh rất rõ sự phân cực độc hại, bị chi phối bởi cảm xúc giữa một bên là mỉa mai bộ phim và bên còn lại là tung hô tác phẩm. Dần dà, họ từ việc bình luận phim kéo đến chụp mũ đối phương, hạ nhục và phân biệt vùng miền. Điều này còn liên quan đến sự phân cực về chính trị, khi việc quy kết một cá nhân là "bò đỏ" hay "phản động"; chính trị hóa những vấn đề không thuộc về chính trị bắt nguồn từ những chia rẽ ý thức hệ sâu sắc sau Chiến tranh Việt Nam, đặc biệt là trong thế hệ trẻ, bất chấp nỗ lực hòa giải của chính quyền cùng thực tế phim nói về giai đoạn kháng Pháp. Theo các học giả khác, hiệu ứng đám đông và những bình luận thóa mạ của cư dân mạng khi gặp quan điểm lịch sử trái chiều chính là hệ quả từ lối tư duy nhị nguyên, chỉ có trắng đen, do giáo dục Việt Nam tạo ra và duy trì qua nhiều thế hệ. Lối truyền dạy này đã dẫn đến sự bó hẹp phạm vi tranh luận ở mức công kích lẫn nhau thay vì cởi mở tư duy, cũng như gây khó khăn trong các mối quan hệ xã hội nói chung.

## Giải thưởng
| Ngày | Giải thưởng                             | Hạng mục                                                          | Đề cử             | Kết quả       | Tham khảo |
| ---- | --------------------------------------- | ----------------------------------------------------------------- | ----------------- | ------------- | --------- |
| 2023 | Liên hoan phim Việt Nam lần thứ 23      | Giải Bông Sen cho phim truyện điện ảnh                            | Đào, phở và piano | Bông sen bạc  | [ 170 ]   |
| 2023 | Liên hoan phim Việt Nam lần thứ 23      | Nam diễn viên chính xuất sắc                                      | Doãn Quốc Đam     | Đề cử         | [ 170 ]   |
| 2023 | Liên hoan phim Việt Nam lần thứ 23      | Họa sĩ thiết kế mỹ thuật xuất sắc                                 | Vũ Viết Hưng      | Đề cử         | [ 170 ]   |
| 2024 | Liên hoan phim Châu Á Đà Nẵng lần thứ 2 | Phim hay nhất – Hạng mục phim Việt Nam dự thi                     | Đào, phở và piano | Đề cử         | [ 171 ]   |
| 2024 | Liên hoan phim Châu Á Đà Nẵng lần thứ 2 | Diễn viên nam chính xuất sắc nhất – Hạng mục phim Việt Nam dự thi | Doãn Quốc Đam     | Đề cử         | [ 171 ]   |
| 2024 | Giải Cánh diều                          | Phim truyện điện ảnh                                              | Đào, phở và piano | Cánh diều bạc | [ 172 ]   |
| 2024 | Giải Cánh diều                          | Âm nhạc xuất sắc                                                  | Trọng Đài         | Đoạt giải     | [ 172 ]   |
| 2024 | Giải Mai Vàng                           | Phim điện ảnh được yêu thích nhất                                 | Đào, phở và piano | Đoạt giải     | [ 173 ]   |
| 2024 | WeChoice Awards                         | Phim điện ảnh của năm                                             | Đào, phở và piano | Đoạt giải     | [ 174 ]   |
| 2024 | Ngôi Sao Xanh                           | Phim hay nhất                                                     | Đào, phở và piano | Đề cử         | [ 175 ]   |
| 2024 | Ngôi Sao Xanh                           | Đạo diễn xuất sắc nhất                                            | Phi Tiến Sơn      | Đề cử         | [ 175 ]   |
| 2024 | Ngôi Sao Xanh                           | Nam diễn viên chính xuất sắc nhất                                 | Doãn Quốc Đam     | Đề cử         | [ 175 ]   |
| 2024 | Ngôi Sao Xanh                           | Nam diễn viên được yêu thích nhất                                 | Doãn Quốc Đam     | Đề cử         | [ 175 ]   |
| 2024 | Ngôi Sao Xanh                           | Nữ diễn viên chính xuất sắc nhất                                  | Cao Thị Thùy Linh | Đề cử         | [ 175 ]   |
| 2024 | Ngôi Sao Xanh                           | Nữ diễn viên được yêu thích nhất                                  | Cao Thị Thùy Linh | Đề cử         | [ 175 ]   |

Đào, phở và piano là tác phẩm điện ảnh đại diện Việt Nam được gửi đi dự sơ tuyển cho hạng mục Phim quốc tế hay nhất tại giải Oscar lần thứ 97. Kết quả, bộ phim đã vắng mặt trong danh sách đề cử rút gọn của hạng mục trên.